# Harri Holkeri

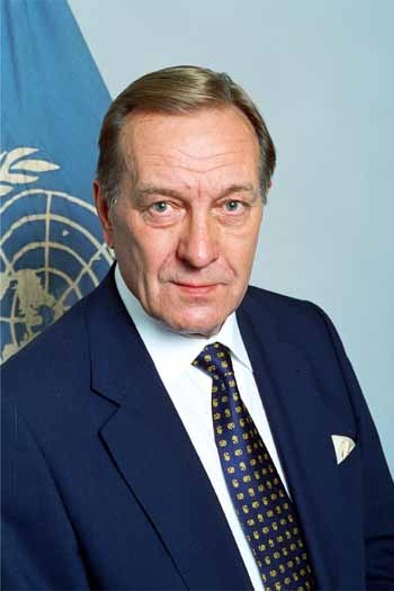
Harri Holkeri

Harri Hermanni Holkeri [ˈhɑrːi ˈhɛrmɑnːi ˈhɔlkɛri], Valtioneuvos (* 6. Januar 1937 in Oripää; † 7. August 2011 in Helsinki) war ein finnischer Politiker und von 1987 bis 1991 Ministerpräsident seines Landes. In den Jahren 2000/2001 war er zudem Präsident der UN-Generalversammlung.

## Leben
Holkeri schloss 1962 das Studium der Politikwissenschaft mit dem Master ab. Schon als Jugendlicher trat er der konservativen Nationalen Sammlungspartei (finnisch Kansallinen Kokoomus) bei, deren Vorsitzender er 1971 im Alter von 34 Jahren wurde. Er war damit der jüngste konservative Parteichef in Europa. Holkeri legte den Vorsitz 1979 nieder und verließ zunächst die Politik, um sich in der Finnischen Nationalbank zu engagieren (1978–1997). Nach einigen Jahren in der Kommunalpolitik von Helsinki gewann er die Parlamentswahl 1987 und wurde der erste konservative Ministerpräsident Finnlands seit dem Zweiten Weltkrieg. Holkeri bildete eine Große Koalition mit den Sozialdemokraten und weiteren, kleineren Parteien. Seine liberale Grundhaltung und sein Pflichtbewusstsein waren prägend für seine Regierungszeit, die bis 1991 andauerte. Holkeri kandidierte zweimal (1982 und 1988) für das Amt des finnischen Präsidenten.
Holkeri war von 1995 bis 1998 Mitglied der von George J. Mitchell geleiteten internationalen Kommission (The International Body) aus neutralen Staaten, die im Nordirlandkonflikt vermittelte und großen Einfluss auf das Zustandekommen des Karfreitagsabkommen 1998 hatte.
2000 wurde er zum Präsidenten der UN-Generalversammlung gewählt und hielt dieses Amt bis 2001 inne. Von 2003 bis 2004 leitete er die UN-Mission im Kosovo.
Holkeri absolvierte erfolgreich mehrere Marathonläufe. Er war seit 1960 mit Marja-Liisa Lepistö verheiratet, mit der er zwei Kinder hatte.

## Ehrungen
- Valtioneuvos, 1998
- Honorary Knight Commander (KBE) des Order of the British Empire, 1999
- Komtur mit Stern des Verdienstordens der Republik Ungarn, 1993